# Basilika St. Paul (Toronto)

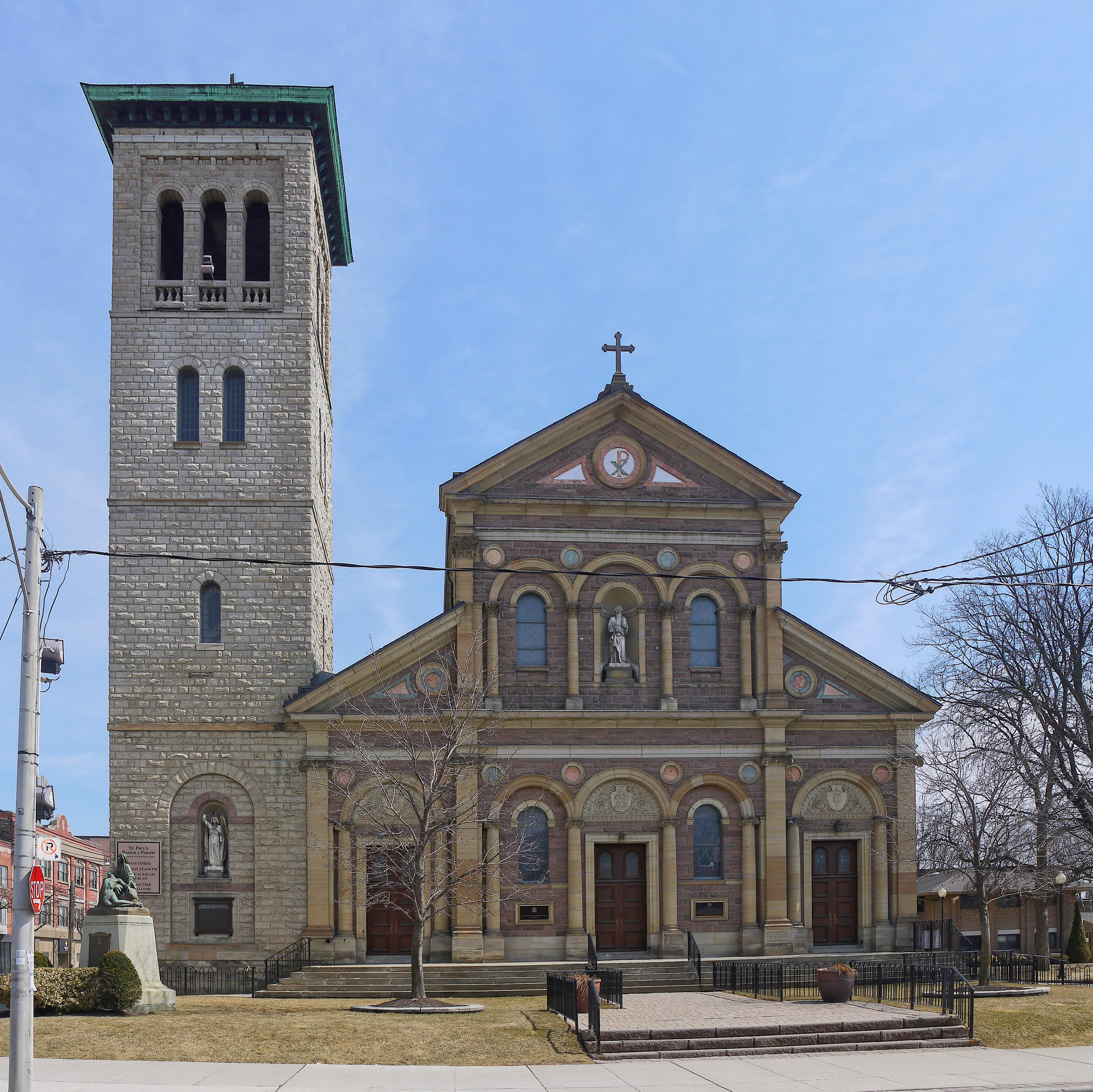
Fassade der Basilika St. Paul

Die Basilika St. Paul (englisch St. Paul’s Basilica) ist eine römisch-katholische Pfarrkirche in Toronto, Kanada. Die Kirche im Erzbistum Toronto ist dem heiligen Paulus von Tarsus gewidmet und hat den Rang einer Basilica minor.

## Geschichte

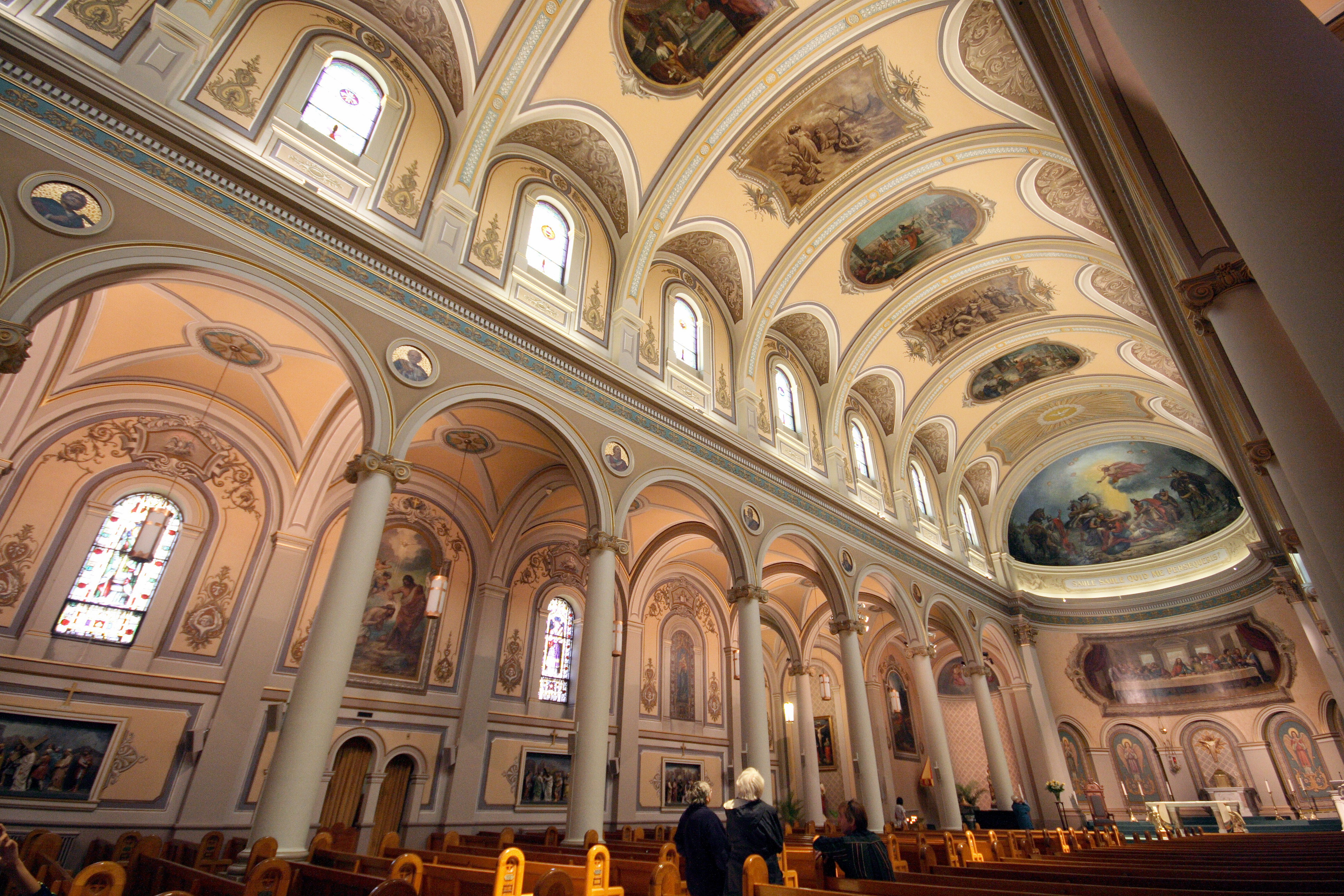
Innenraum der Basilika

Die Pfarrgemeinde St. Paul ist die älteste katholische Gemeinde in Toronto. Sie befindet sich im Viertel Corktown, östlich des Stadtzentrums. Die Gemeinde wurde 1822 von James Baby gegründet, als die Stadt York zum Erzbistum Kingston gehörte und die einzige katholische Gemeinde zwischen Kingston und Windsor war. Das ursprüngliche Bauwerk wurde an derselben Stelle aus Backstein gebaut. Um der wachsenden Gemeinschaft irischer Einwanderer zu dienen, wurde kurz nach der Kirche eine Schule eröffnet. Als die Diözese Toronto 1842 von der Diözese Kingston abgeteilt wurde, diente St. Paul als Prokathedrale, bis die Kathedrale St. Michael 1848 fertiggestellt wurde. Um der wachsende katholischen Gemeinde gerecht zu werden, wurde der Bau einer größeren Kirche beschlossen. Für das heutige Kirchengebäude nach Plänen des Architekten Joseph Connolly wurde 1887 der Grundstein durch Kardinal Elzear-Alexandre Kardinal Taschereau gelegt. 1889 konnte der erste Gottesdienst gefeiert werden. Die Innenausstattung war aber noch nicht abgeschlossen und wurde in den folgenden Jahren ergänzt.
Am 3. August 1999 erhob Papst Johannes Paul II. die Kirche St. Paul in den Rang einer Basilica minor. In den Jahren 2001 bis 2006 wurde die Kirche gründlich restauriert.

## Architektur
Die Kirche wurde im Italianate-Stil der Neorenaissance des 15. Jahrhunderts errichtet, im Gegensatz zu den meist neugotischen Kirchen der Zeit. Der Architekt orientierte sich an der Basilika St. Paul vor den Mauern in Rom. Die Statue des hl. Paulus wurde 1899 über der Mitteltür aufgestellt. Der 39 Meter hohe Glockenturm mit der Glocke der alten Kirche wurde 1905 errichtet.

## Ausstattung
Die Kirche wurde mit großen Gemälden ausgestattet. Die vier wichtigsten wurden 1892 fertig gestellt Die Buntglasfenster wurden 1900 eingebaut, die Kreuzwegstationen folgten im Jahr 1901. Weitere Gemälde mit Szenen aus dem Leben des heiligen Paulus folgten 1911.
Orgel
Die Vollholzorgel von William Hill & Sons wurde 1898 in der Kirche eingebaut, war aber ursprünglich für eine andere Kirche hergestellt worden. Sie ist die einzige dieser Art in Nordamerika. Sie verfügt über 23 Register auf zwei Manualen und Pedal.